# Operophtera
Genre
Operophtera est un genre de lépidoptères (papillons) de la famille des Geometridae, de la sous-famille des Larentiinae.

## Liste des espèces
Selon Catalogue of Life (1er mars 2023) :
- Operophtera bruceata (Hulst, 1886) - Arpenteuse de Bruce (Amérique du Nord)
- Operophtera brumata (Linnaeus, 1758) - Phalène brumeuse ou Arpenteuse tardive
- Operophtera brunnea Nakajima, 1991
- Operophtera crispifascia Inoue, 1982
- Operophtera danbyi (Hulst, 1896)
- Operophtera elegans Beljaev, 1996
- Operophtera fagata (Scharfenberg, 1805) - Phalène du hêtre
- Operophtera japonaria (Leech, 1896)
- Operophtera nana Inoue, 1955
- Operophtera peninsularis Djakonov, 1931
- Operophtera rectipostmediana Inoue, 1942
- Operophtera relegata Prout, 1908
- Operophtera tenerata (Staudinger, 1896)
- Operophtera variabilis Nakajima, 1991